# 大和貴弘
大和 貴弘（やまと たかひろ、1983年10月2日 - ）は茨城県出身の元プロ野球審判員。審判員袖番号は46（2010年までは26、2011年は49）。現在は小学校教師。
ラテアーティストの大和貴之は実弟。

## 経歴
茨城県立土浦第二高等学校出身。帝京大学進学後は陸上部に所属し、長距離選手として箱根駅伝出場を目指すも、周囲のレベルの高さに断念。その後、米国のジム・エバンス審判学校での研修経験を経て四国・九州アイランドリーグで審判員を務めた（シーズン途中で退職）後、2009年にセ・リーグ審判員として採用された。
野球経験は中学生までしかない。
2016年シーズン限りで退職。

## 審判出場記録
- 初出場：2013年8月8日、西武対日本ハム17回戦（西武ドーム）、三塁塁審。
- 出場試合数：49試合（パ・リーグ31、セ・リーグ13、交流戦5）
- オールスター出場：なし
- 日本シリーズ出場：なし

（記録は2016年終了時点）

## 表彰
- イースタン・リーグ優秀審判員：1回(2014年)

(記録は2016年シーズン終了時)